# Кулешов, Константин Алексеевич
Константин Алексеевич Кулешов (18 апреля [1 мая] 1915, Шахарово, Суксунский район — 25 января 1975, Шахарово, Пермская область) — старший сержант Советской Армии, участник Великой Отечественной войны, Герой Советского Союза (1943).

## Биография
Родился в 18 апреля (1 мая) 1915 года в деревне Шахарово Суксунской волости Красноуфимского уезда Пермской губернии (ныне — Суксунский район Пермского края).
После окончания шести классов школы работал в колхозе в Красноуфимском районе Свердловской области.
В октябре 1940 года призван на службу в Рабоче-крестьянскую Красную Армию. С июля 1942 года — на фронтах Великой Отечественной войны. К сентябрю 1943 года сержант Константин Кулешов командовал отделением противотанковых ружей 565-го стрелкового полка 161-й стрелковой дивизии 40-й армии Воронежского фронта. Отличился во время битвы за Днепр.
23 сентября 1943 года Кулешов с группой бойцов переправился через Днепр в районе села Луковица Каневского района Черкасской области Украинской ССР и принял активное участие в боях за захват и удержание Букринского плацдарма, уничтожив вражеское охранение и удерживая позиции до переправы основных сил.
Указом Президиума Верховного Совета СССР от 23 октября 1943 года за «мужество и героизм, проявленные при форсировании Днепра и удержании плацдарма» сержант Константин Кулешов был удостоен высокого звания Героя Советского Союза с вручением ордена Ленина и медали «Золотая Звезда» за номером 6639.
В 1946 году в звании старшего сержанта демобилизован. Проживал сначала в Свердловской области, работал в колхозе, совхозе. Последние годы жизни провёл в родной деревне.
Умер 25 января 1975 года, похоронен в Шахарово.
Был также награждён рядом медалей.